# Johannes Hauer (Schauspieler)
Johannes Hauer (* 12. Oktober 1984 in Villingen-Schwenningen) ist ein deutscher Schauspieler.

## Biographie
Hauer ist der Sohn eines Lehrers und der Malerin Gabriele Hauer. Er wuchs in St. Georgen im Schwarzwald auf. Ab seinem fünften Lebensjahr beschäftigte er sich intensiv mit dem Violinspiel, durch welches er mit teils internationalen Jugendsinfonieorchestern große Teile Europas bereiste. Mit siebzehn Jahren zog er, aufgrund seiner schauspielerischen  Ambitionen und des engen Kontakts zur Otto-Falckenberg-Schule, nach München. 2005 beendete er am Luisengymnasium seine Schullaufbahn mit dem Abitur. Er entschied sich gegen ein Schauspielstudium und sammelte seine ersten Dreherfahrungen durch eine Episodenhauptrolle bei SOKO 5113 in der Folge Wehrlos (2006). In dem internationalen Kurzfilm OTZENRATH - last day von 2005, der auf dem 48. ZINEBI Filmfestival in Bilbao den Publikumspreis gewann, spielte er die männliche Hauptrolle neben Anna Brüggemann.
Von Herbst 2007 bis November 2010 verkörperte Hauer in der ARD-Telenovela Sturm der Liebe die Rolle des Benedikt „Ben“ Sponheim, der Sohn der intriganten Barbara von Heidenberg, welche von Nicola Tiggeler dargestellt wurde.

## Theater
- 2002–2003: Ronja Räubertochter nach dem Buch von Astrid Lindgren (Neue Werkbühne München)
- 2003–2004: Jugendclub der Münchner Kammerspiele

## Filmografie

### Kino
- 2006: Otzenrath: Last Day - Kurzfilm
- 2007: Streikblues - Kurzfilm
- 2007: Noir - Kurzfilm
- 2008: Die Rote Kapelle

### Fernsehen
- 2006: SOKO 5113 - (Folge: Wehrlos)
- 2006: Berlin DC
- 2007: Die Rosenheim-Cops - (Folge: Die sieben Kreuze)
- 2007–2010: Sturm der Liebe (Folgen: 504 bis 1193 als Ben Sponheim)
- 2007: Code 21 - Super Skyline
- 2010: Mein eigen Fleisch und Blut
- 2013: Die Rosenheim-Cops - (Folge: Mord im Klassenzimmer)
- 2014: Blindgänger
- 2015: So...Brothers
- 2019: Weihnachten im Schnee